# Xanthesma villosula
Xanthesma villosula är en biart som först beskrevs av Smith 1879.  Xanthesma villosula ingår i släktet Xanthesma och familjen korttungebin. Inga underarter finns listade i Catalogue of Life.

## Bildgalleri

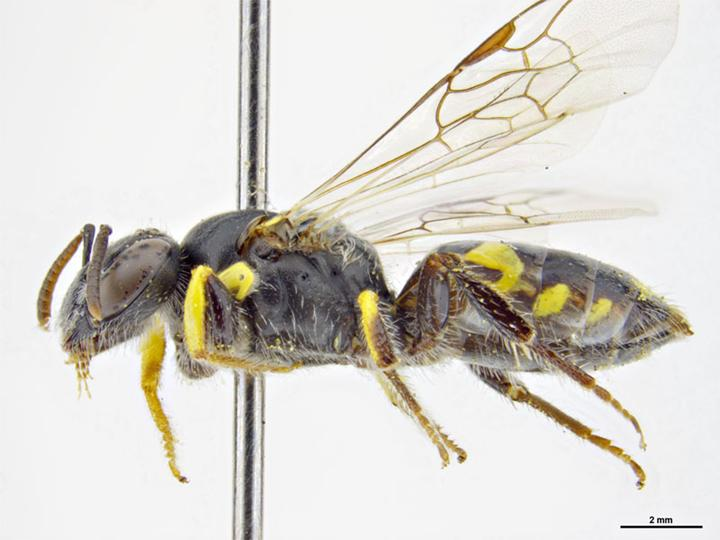
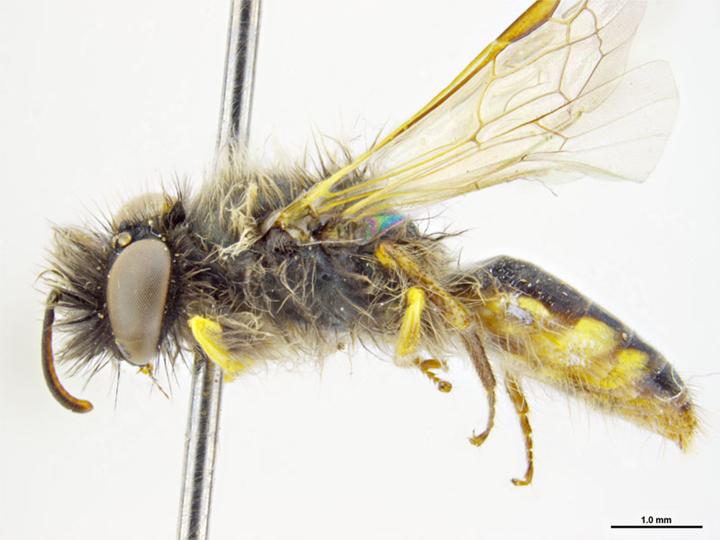